# トヨタテクニカルディベロップメント
トヨタテクニカルディベロップメント株式会社 (英語: Toyota Technical Development Corporation、略称：TTDC) は、トヨタ自動車100%出資でトヨタグループに属する知的財産及び計測制御領域の専門企業である。

## 概要
2006年4月、トヨタ自動車の技術開発子会社（株式会社トヨタテクノサービス、株式会社トヨタマックス）の合併、並びに株式会社トヨタコミュニケーションシステムの製品開発機能の吸収により設立された。2016年1月にToyota New Global Architecture（TNGA）の推進を目的として、トヨタ自動車と事業再編を実施し、車両開発機能をトヨタ自動車に移管した。現在は事業継承した知的財産（IP）事業と計測制御事業を行っている。
知的財産（IP）事業を専業で行う組織として世界最大規模で、グローバルトヨタ及びトヨタグループの技術戦略を担う。

## 沿革
- 2006年（平成18年） 
  - 4月 - トヨタテクノサービス、トヨタマックス、トヨタコミュニケーションシステムの事業再編により、トヨタテクニカルディベロップメント株式会社（TTDC）を設立[4]。
  - 11月 - ナゴヤドームを借り切ってTTDCハッピーフェスタを開催。社員・家族・関係者約5,200人が参加。
- 2016年1月1日 - トヨタ自動車と再編を実施し、車両設計や実験、試作等の車両開発機能を約5,000人の従業員とともにトヨタ自動車へ移管。

## 事業領域
知的財産（IP）事業
- 企業知財戦略、特許調査解析、技術動向調査、外国特許出願業務
- 技術翻訳/特許翻訳・通訳
- 技術翻訳、特許（明細書、公報等）翻訳、契約書翻訳、法務翻訳、広報・IR翻訳、などを専門分野とする

計測制御事業
- 計測機器・装置の開発、製作
- 装置・設備の企画、計画立案
- モデルベース開発ソリューションの提案、提供
- 計測機器の校正、検査、修理 次世代事業の開発支援

## 所在地
- 本社本館
  - 愛知県豊田市花本町井前1番地9
- トヨタ自動車 技術部内
  - 愛知県豊田市トヨタ町1番地
- トヨタ自動車 東富士研究所内
  - 静岡県裾野市御宿1200番地